# La Senna festeggiante
La Senna festeggiante (Originalschreibweise: La Sena festeggiante; deutsch: ‚Die feiernde Seine‘; RV 693) ist eine Serenata in zwei Teilen von Antonio Vivaldi (Musik) mit einem Libretto von Domenico Lalli. Sie wurde wahrscheinlich am 4. oder 5. November 1726 anlässlich des Namenstages des französischen Königs Ludwig XV. in Venedig uraufgeführt.

## Handlung

### Erster Teil
Der Chor lädt die Nymphen der Seine zu einer Feier am Flussufer (Chor: „Della Senna in su le sponde“). Die beiden allegorischen Figuren L’Età dell’oro (das Goldene Zeitalter) und La Virtù (die Tugend), die auf der Suche nach ihrem verlorenen Glück längere Zeit durch die Einöde der Welt geirrt sind, treffen in Frankreich ein und schöpfen neue Hoffnung (Arie Età: „Se qui pace talor vo cercando“ – Arie Virtù: „In quest’onde, che feconde“). La Senna nimmt sie persönlich in Empfang (Arie Senna: „Qui nel profondo del cupo fondo“). L’Età und Virtù beschließen, dauerhaft an diesem Ort zu bleiben, wo sie vor Schicksalsschlägen geschützt sind (Arie Età/Virtù: „Godrem fra noi la pace“). Alle drei loben sich gegenseitig. Virtù vergleicht ihren Wert mit dem einer Perle, deren Schönheit nutzlos ist, solange sie sich verbirgt (Arie Virtù: „Vaga perla, benché sia“). Ähnlich äußert sich L’Età, die ihren Glanz nun ohne Sorgen zeigen kann (Arie Età: „Al mio seno il pargoletto“). Beide freuen sich über diesen schönen Ort (Arie Etả/Virtù: „Qui per darci amabil pace“). La Senna zeigt auf einen Schwarm Schwäne, die furchtlos am Himmel fliegen, um den Ruhm der beiden zu verbreiten (Arie Senna: „L’alta lor gloria immortale“). Der erste Teil endet mit einer weiteren Einladung an Nymphen, Naturwesen und Gottheiten, an der Feier teilzunehmen (Chor: „Di queste selve venite ò Numi“).

### Zweiter Teil
La Senna lenkt das Interesse der beiden Ankömmlinge auf den „prächtigsten Stern Galliens“, den Thron des französischen Königs, und fordert sie auf, ihm zu huldigen (Arie Senna: „Pietà, dolcezza fanno il suo volto“). Die beiden eilen sofort freudig zu seinem Palast (Arie Virtù: „Stelle convostra pace“). Die Begeisterung verursacht bei ihnen geradezu körperliche Schmerzen (Duett Età/Virtù: „Io qui provo sicaro diletto“ / „Qui nel seno hò si tenero affetto“). Sie beneiden die Einwohner dieser Gegend (Arie Età: „Giace languente“ – Arie Virtù: „Così sol nell’Aurora“). L’Età meint, dass es auf der Welt noch nie einen vergleichbaren Anblick gegeben habe (Arie Età: „Non fu mai più vista in soglio“). Das Goldene Zeitalter will für alle Zeiten an diesem Ort weilen. Alle wünschen dem König, im Frieden geliebt und im Krieg gefürchtet zu werden (Chor: „Il destino la sorte e il fato“).

## Gestaltung

### Orchester
Die Orchesterbesetzung umfasst zwei oder mehr („ò più se piace“) Blockflöten, zwei oder mehr Oboen, Streicher, Basso continuo mit Cembalo.

### Musiknummern
Die Oper enthält die folgenden Musiknummern:
- Sinfonia
  - 1. Allegro – für Streicher und Basso continuo; auch im Concerto C-Dur RV 117
  - 2. Andante molto – für Violine I/II, Viola, Bass ohne Cembalo
  - 3. Allegro molto – für Streicher und Basso continuo; auch im Concerto C-Dur RV 117 sowie Schlusssatz der Sinfonia von Farnace RV 711

Erster Teil
- 4. Chor (SAB) „Della Senna in su le sponde“ – für zwei oder mehrere Oboen, zwei oder mehrere Flöten, Streicher und Basso continuo
- 5. Rezitativ: „Io che ramingo errante“ – für Streicher und Basso continuo
- 6. Arie (Età): „Se qui pace talor vo cercando“ – Allegro ma non molto; für Streicher und Basso continuo
- 7. Rezitativ: „Anch’io ramingo errando“ – für Streicher und Basso continuo
- 8. Arie (Virtù): „In quest’onde, che feconde“ – Allegro; für zwei Flöten, Streicher und Basso continuo
- 9. Rezitativ: „Illustri amiche, ò quanto col mio tenero amor“ – für Basso continuo
- 10. Arie (Senna): „Qui nel profondo del cupo fondo“ – Allegro più ch’è possibile; für Violine I/II und Viola/Basso continuo
- 11. Rezitativ: „Si si già che tu brami“ – für Streicher und Basso continuo
- 12. Arie (Età/Virtù): „Godrem fra noi la pace“ – Allegro; für Streicher und Basso continuo; vgl. La Gloria [e] Himeneo RV 687 16 „Vedrò sempre la pace“
- 13. Rezitativ: „Tutto muor, tutto manca“ – für Streicher und Basso continuo
- 14. Arie (Virtù): „Vaga perla, benché sia“ – Allegro; für Violine I/II, Viola und Basso continuo; vgl. Semiramide RV 733 I:8; von Vivaldi handschriftlich ergänzter zweiter Text „Dubbia l’alma benche sia“ für Ipermestra RV 722 III:4
- 15. Rezitativ: „Tal di me parlo ancora“ – für Basso continuo
- 16. Arie (Età): „Al mio seno il pargoletto“ – Largo alla Francese; für Streicher und Basso continuo; vgl. Arsilda, regina di Ponto RV 700 III:8 „Tornar voglio al primo“
- 17. Rezitativ (Virtù): „Della ferrea stagion“ – für Streicher und Basso continuo
- 18. Rezitativ: „Già che virtude ancor“ – für Basso continuo
- 19. Arie (Etả, Virtù): „Qui per darci amabil pace“ – Menuet Allegro; für Violine I/II, Viola und Basso continuo
- 20. Rezitativ: „Mà rimirate amiche“ – für Streicher und Basso continuo
- 21. Arie (Senna): „L’alta lor gloria immortale“ – Allegro; für Streicher und Basso continuo
- 22. Rezitativ: „O’di qual melodia non anch’intesa“ – für Basso continuo
- 23. Chor (Senna, Età, Virtù): „Di queste selve venite ò Numi“ – für zwei Oboen, zwei Flöten, Streicher und Basso continuo

Zweiter Teil
- „Ouvertur“
  - 24. Adagio – für Streicher und Basso continuo
  - Presto – aus dem Madrigal Moralità d’una perla von Antonio Lotti (Duetti, terzetti e madrigali a più voci op. 1, 1705)
  - 25. Allegro molto – für Streicher und Basso continuo
- 26. Rezitativ: „Mà già ch’unito in schiera“ – für Streicher und Basso continuo
- 27. Arie (Senna): „Pietà, dolcezza fanno il suo volto“ – Largo; für Streicher und Basso continuo
- 28. Rezitativ: „Non si ritardi. A veder qual si corra“ – für Basso continuo
- 29. Arie (Virtù): „Stelle convostra pace“ – Allegro molto; für Violine I/II, Viola und Basso continuo
- 30. Rezitativ: „Vedrete in quest’Eroe“ – für Streicher und Basso continuo bzw. Basso continuo allein
- 31. Duett (Età, Virtù): „Io qui provo sicaro diletto“ / „Qui nel seno hò si tenero affetto“ – für Streicher und Basso continuo; vgl. La Gloria [e] Himeneo RV 687 22 „In braccio de contenti“ und Giustino RV 717 III:10 „In braccio a te calma“
- 32. Rezitativ (Età): „Quanto felice siete ò spieggie“ – für Streicher und Basso continuo
- 33. Arie (Età): „Giace languente“ – Allegro ma poco; für Violine I/II und Viola/Basso continuo; vgl. Dorilla in Tempe RV 709a I:5 (Ergänzung)
- 34. Rezitativ: „Quando felice siete ò Spiaggie avventurose“
- 35. Arie (Virtù (?)): „Così sol nell’Aurora“ – für Streicher con sordino und Bass ohne Cembalo; vgl. La Gloria [e] Himeneo RV 687 20 „Ognor colmi d’estrema dolcezza“
- 36. Rezitativ: „Mà giunti eccone innante“ – für Basso continuo
- 37. Arie (Età): „Non fu mai più vista in soglio“ – Allegro; für Streicher und Basso continuo; im Ryom-Verzeichnis Senna zugewiesen
- 38. Rezitativ: „Io prio offro i miei voti“ – für Streicher und Basso continuo; unvollständig
- 39. Chor (SA[T]B): „Il destino la sorte e il fato“ – Allegro; für Streicher und Basso continuo; vgl. Giustino RV 717 III:12 „Doppo i nembi e le procelle“, auch Ipermestra RV 722 III:14 und La verità in cimento RV 739 III:10 „Dopo i nembi e le procelle“; die Tenorstimme ist laut Vermerk in der Partitur optional

### Musik
Für Vivaldi ungewöhnlich ist, dass er in dieser Serenata einige typisch französische Elemente einsetzte, wenn auch nicht in reiner Form. Der zweite Teil beginnt mit einer „Ouvertur[e]“. Der mittlere Teil davon ist eine Fuge, die ein Terzett von Antonio Lotti verarbeitet. Anders als in einer typischen französischen Ouvertüre nach dem Modell Jean-Baptiste Lullys setzen hier aber die Stimmen von unten nach oben ein. Die erste Arie des zweiten Teils, „Pietà, dolcezza fanno il suo volto“, steht in dem in französischen Partituren dieser Zeit häufig anzutreffenden 3/2-Takt anstelle des bei Vivaldi üblicheren 3/4-Takt. Die Arie der Età „Al mio seno il pargoletto“ im ersten Teil ist am deutlichsten vom französischen Stil inspiriert. Sie besitzt neben der typisch französischen „tendresse“ auch Menuett-Rhythmen. Vivaldi entlehnte sie seiner Oper Arsilda, regina di Ponto. Das anschließende Duett „Qui per darci amabil pace“ ist als „Minuet“ bezeichnet und folgt außerdem der französischen Rondeau-Form. Der Schlusschor schließlich ist eine Chaconne, deren Musik Vivaldi seiner Oper Giustino entnahm. Der überwiegende Teil der Serenata ist allerdings im italienischen Stil verfasst, darunter auch die Sinfonia des ersten Teils und die Rezitative.

## Werkgeschichte
Die genauen Umstände der Entstehung und Uraufführung dieser Serenata sind nicht vollständig gesichert. Michael Talbot vermutete, dass sie vom französischen Botschafter in Venedig aus Anlass des Namenstages des französischen Königs Ludwig XV. in Auftrag gegeben wurde. Dieser war am 4. November und wurde in Venedig üblicherweise mit einer Festlichkeit begangen. Die physische Beschaffenheit des erhaltenen Manuskripts und musikalischer und textlicher Übereinstimmungen lassen auf eine Entstehung gegen Ende 1726 schließen. In diesem Jahr fiel die Feier mit der verzögerten öffentlichen Begrüßungszeremonie des Botschafters Jacques-Vincent Languet, des Grafen von Gergy, zusammen, die am 4. und 5. November stattfand. Leider ist ausgerechnet der zentrale Teil des letzten Rezitativs nicht erhalten. An dieser Stelle gab es üblicherweise Hinweise auf die näheren Umstände der Aufführung. Ein weiterer Anlass für das in diesem Jahr besonders aufwendige Werk war wohl der Besuch des in Venedig geborenen Kardinals und Kunstmäzens Pietro Ottoboni, der mehrere Jahre lang aus seiner Heimatstadt verbannt worden war, nachdem er die Ernennung zum Protektor der französischen Krone beim Heiligen Stuhl angenommen hatte. Erst 1726 normalisierten sich die Beziehungen zwischen Frankreich und Venedig wieder. Mit der Serenata wurden somit außer Ludwig XV. auch Languet und Ottoboni geehrt. Frédéric Delaméa hingegen schloss „mit absoluter Sicherheit“ aus, dass das Werk nach 1725 entstanden sein konnte. Der Inhalt beziehe sich direkt auf die Machtübernahme Ludwigs XV. zwischen 1722 und 1724. Außerdem hätte im Text zwingend auch Ludwigs Gemahlin Maria Leszczyńska gehuldigt werden müssen, die er im September 1725 ehelichte. Diese Auslassung wäre ein unverzeihlicher Affront gegen den König gewesen. Delaméa nahm daher eine frühere Uraufführung außerhalb Venedigs und eine Wiederaufführung auf Basis des Turiner Manuskripts in Venedig 1726 an.
Edward Corp stellte 2007 eine weitere These zur Entstehungsgeschichte dieser Serenata vor. Demnach könnte sie 1725 anlässlich der Hochzeit von Ludwig XV. mit Maria Leszczyńska entstanden und für eine Aufführung in Rom vorgesehen gewesen sein. Man habe damals darauf gehofft, dass durch den Einfluss Marias die Rückkehr des englischen Thronprätendenten James III. nach Paris vorangetrieben würde, der seit 1719 in römischen Exil lebte. Bestimmte Aspekte des Librettos könnten als Anspielung darauf zu verstehen sein. Die im Text vorkommenden Worte „figli tuoi“ (dein Sohn) und „pargoletto“ (Kleinkind) passen nicht zu dem noch kinderlosen Ludwig, könnten sich aber auf die Söhne James’ III. beziehen. Zudem liebte James die französische Oper und war mit den Kardinälen Ottoboni und Polignac befreundet, die ihrerseits Kontakt zu Vivaldi hatten. Da es jedoch nicht zu dieser Rückkehr kam, wäre der Text für die Feier unangebracht gewesen. Die von Ottoboni geplante Aufführung hätte abgesagt werden müssen, und das Präsentationsexemplar der Partitur wäre bei Vivaldi verblieben.
Das Libretto stammt von dem Venezianer Domenico Lalli, mit dem Vivaldi häufig zusammenarbeitete. Das spricht wiederum für eine Uraufführung in Venedig. Ein gedrucktes Libretto ist nicht erhalten und wurde wahrscheinlich auch nie publiziert. Es gab zwar in Venedig und anderen italienischen Städten die Pflicht, solche Texte nach der Zensurfreigabe zu veröffentlichen, doch geschah dies aufgrund von Kosten und Zeitdruck meist nicht. Die Partitur ist in der Biblioteca Nazionale Universitaria di Torino in Form eines Manuskripts überliefert, das mutmaßlich Vivaldis Vater Giovanni Battista Vivaldi anfertigte. In diesem Manuskript fehlt eine Doppelseite mit dem Schluss des letzten Rezitativs. Der Dirigent Rinaldo Alessandrini vermutete, dass sie auch eine letzte Arie für La Senna enthielt, die Vivaldi entnahm, um sie an anderer Stelle neu zu verwerten. Für diese These spreche auch, dass die Anzahl der Arien der verschiedenen Charaktere sonst nicht ausgeglichen wäre.

## Aufnahmen
- um 1960–1970 – Edwin Loehrer (Dirigent), Orchestra della Societá cameristica di Lugano.
 James Loomis (La Senna), Basia Retchitzka (L’Età dell’Oro), Elena Zilio (La Virtù).
 Studioaufnahme.
 Cycnus V 27 (1 LP), Cycnus CS 527 (1 LP).[9]:22156
- 1978 – Claudio Scimone (Dirigent), Capella Coloniensis.
 Siegmund Nimsgern (La Senna), Lella Cuberli (L’Età dell’Oro), Helga Müller-Molinari (La Virtù).
 Studioaufnahme.
 Warner Fonit 8573-84090-2 (2 CDs).[9]:22157
- um 1990–2000 – Martin Gester (Dirigent), .
 Stephan MacLeod (La Senna), Delphine Collot (L’Età dell’Oro), Katalin Károlyi (La Virtù).
 Studioaufnahme (?).
 Accord 206 (2 CDs).[9]:22158
- 29. Juli 2001 – Rinaldo Alessandrini (Dirigent), Concerto Italiano.
 Nicola Ulivieri (La Senna), Juanita Lascarro (L’Età dell’Oro), Sonia Prina (La Virtù).
 Live, konzertant aus Beaune.[9]:22159
- 31. Juli bis 5. August 2001 – Besetzung wie beim Live-Mitschnitt vom 29. Juli 2001.
 Studioaufnahme.
 OPUS111 OP 30339.[10][9]:22159
- 1.–6. Februar 2002 – Robert King (Dirigent), The King’s Consort.
 Andrew Foster-Williams (La Senna), Carolyn Sampson (L’Età dell’Oro), Hilary Summers (La Virtù), Charles Daniels (Coro).
 Studioaufnahme.
 Hyperion CDA67361/2 (2 CDs), zusammen mit Vivaldis Gloria e Imeneo.[9]:22161
- 30. März 2004 – Ivor Bolton (Dirigent), Freiburger Barockorchester.
 Antonio Abete (La Senna), Veronica Cangemi (L’Età dell’Oro), Sonia Prina (La Virtù).
 Live, konzertant aus Freiburg.[9]:22162
- 26. Juni 2011 – Andrea Marcon (Dirigent), Venice Baroque Orchestra.
 Luca Tittoto (La Senna), Karina Gauvin (L’Età dell’Oro), Kristina Hammarström (La Virtù).
 Live aus dem Concertgebouw in Amsterdam.
 Radioübertragung am 26. Juni 2011 im Deutschlandfunk.[11]
- Juni 2011 – Fabio Bonizzoni (Dirigent), La Risonanza.
 Sergio Foresti (La Senna), Yetzabel Arias Fernández (L’Età dell’Oro), Martín Oro (La Virtù).
 Aufnahme aus Saint-Michel-en-Thierache.
 Glossa GCD 921513.[12]
- 25. August 2013 – Fabio Bonizzoni (Dirigent), La Risonanza.
 Sergio Foresti (La Senna), Yetzabel Arias Fernández (L’Età dell’Oro), Elena Biscuola (La Virtù).
 Live aus der Geertekerk in Utrecht vom Utrecht Early Music Festival.
 Radioübertragung am 7. September 2013 auf BR-Klassik.[11]
- 7.–14. Februar 2021 – Diego Fasolis (Dirigent), Orchestre de lʼOpéra Royal.
 Luigi De Donato (La Senna), Gwendoline Blondeel (L’Età dell’Oro), Lucile Richardot (La Virtù), Nicholas Scott (Coro).
 Aufnahme aus der Opéra Royal de Versailles.
 Château de Versailles Spectacles, Cycle Venise-Vivaldi Versailles N°2.[13]
- Aufnahmedatum unbekannt – Werner Torkanowsky (Dirigent), Solisten, Chor und Orchester des Spoleto Festivals.
 Gekürzt.
 Orion LAN0737 (1 CD).[14]